# Kleine Optical Company
Kleine Optical Company foi uma empresa fundada por George Kleine, em Chicago, para a fabricação de equipamentos óticos, tais como lentes, filmes e projetores. A companhia passou, posteriormente, a importar e distribuir filmes clássicos europeus, em especial italianos, passando a atuar como distribuidora cinematográfica. George Kleine, posteriormente, juntou-se a dois sócios para formar a companhia cinematográfica Kalem Company.

## Histórico
Kleine era filho do ótico Charles Kleine, que vendia e fabricava equipamentos óticos e “lanternas mágicas” (estereóticos). Em 1893 George Kleine levou a firma familiar para Chicago. Em 1896, a companhia começou a vender equipamentos para produção de filmes e, em 1899, obteve um acordo exclusivo com Thomas Edison para vender seus equipamentos cinematográficos em Chicago.

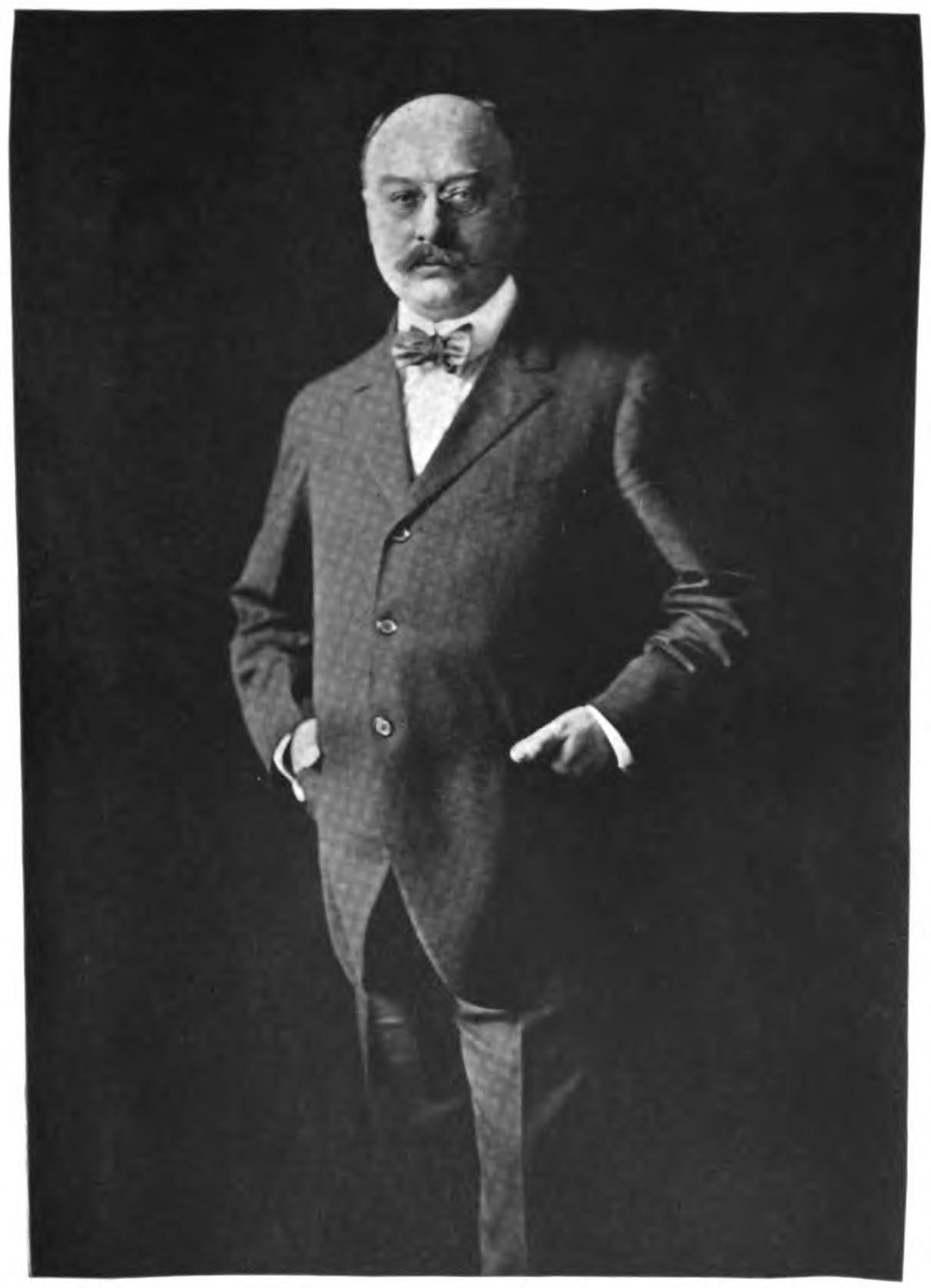
George Kleine, fundador e proprietário da Kleine Optical Company.

Aos poucos, Kleine começou a importar filmes da Europa, especialmente da Itália, e foi se interessando pela produção cinematográfica, tanto que, em 1907 se juntou a Samuel Long e Frank Marion, para fundar a Kalem Company, que leva suas iniciais no nome (Kleine, Long e Marion, formando a palavra Kalem).
A Kleine Optical Company foi uma das empresas a fazer parte da Motion Picture Patents Company, o truste formado em 1908 por Thomas Edison para monopolizar a indústria do cinema. A Motion Picture Patents Co. e a General Film Co., que fazia a distribuição de filmes através do “truste”, foram acusadas de violação da “antitrust law” em outubro de 1915, e foram dissolvidas em 1918.
Em 1928, George Kleine se retirou da indústria cinematográfica, falecendo em 1931.

## Filmes
A empresa foi importadora e distribuidora na América de filmes da Gaumont e da Urban Eclipse, além de diversas outras empresas britânicas, francesas e italianas. A Kleine Optical também foi co-distribuidora da Edison Studios e da Biograph Company na América (1903-1905).
Filmes italianos clássicos, tais como Marcantonio e Cleopatra fizeram parte da série de épicos importados da Itália por Kleine. Outros exemplos foram Quo Vadis?, Spartaco, o rei dos gladiatores romanos, Gli ultimi giorni di Pompeii, Otello, entre outros. A Kleine Company importou mais de mil filmes europeus entre 1898 e 1914.